# Lisa Zetterdahl
Lisa Zetterdahl, född 1983, är en svensk poet och författare. Hon debuterade 2021 med diktsamlingen Hästar som nominerades till Borås Tidnings debutantpris. 2022 kom hennes romandebut I det vilda som fick ett gott mottagande av kritiker. Hon är även verksam som kulturskribent samt bibliotekarie.